# پرچم‌های شهرستان‌های استونی
پرچم ۱۵ شهرستان کشور استونی تماماً با پشت‌زمینه سبز و سفید و با نمادهای مخصوص طراحی شده است.

## پرچم‌ها

شهرستان هاریو
شهرستان هیو
شهرستان ایدا-ویرو
شهرستان یوگوا
شهرستان یروا
شهرستان لنه
شهرستان لنه-ویرو
شهرستان پولوا
شهرستان پارنو
شهرستان راپلا
شهرستان ساره
شهرستان تارتو
شهرستان والگا
شهرستان ویلیاندی
شهرستان وورو